# Michel Dureuil
 (août 2020).
Si vous disposez d'ouvrages ou d'articles de référence ou si vous connaissez des sites web de qualité traitant du thème abordé ici, merci de compléter l'article en donnant les références utiles à sa vérifiabilité et en les liant à la section « Notes et références ».
Pour les articles homonymes, voir Dureuil.
Michel Dureuil né le 28 juin 1929 à Paris et mort à Saint-Jeannet (Alpes-Maritimes) le 9 avril 2011 est un peintre français.
Il est rattaché à la nouvelle École de Paris.

## Biographie
Il suit dans un premier temps des cours de dessin industriel à l'école de dessin professionnel puis entre à l'École nationale supérieure des beaux-arts où il intègre l'atelier de Jean Dupas, remplacé en 1951 par Edmond Heuzé. Il fera la connaissance de Michel Henry élève de Roger Chapelain-Midy qui le présentera plus tard au galeriste Étienne Sassi.

## Œuvres
- Dimanche après-midi à Valbonne, peinture, localisation inconnue[3].
- Vignes en hiver, peinture, localisation inconnue[4].
- En attendant la promenade, peinture, localisation inconnue[4].
- Barques au port, peinture, localisation inconnue[4].
- Quai Vauban à Antibes, peinture, localisation inconnue[4].
- Le Vieux Nice, peinture, localisation inconnue[4].
- Saint-Michel l'observatoire, peinture, localisation inconnue[4].
- Antibes, retour au port, peinture, localisation inconnue[4].

## Salons
- 1951 : Salon des artistes français, sociétaire.
- 1951 : Salon de la Société nationale des beaux-arts.

## Expositions
- 1951 : galerie Van Rick, Paris, boulevard Malesherbes.
- 1960 : galerie André Weil, Paris.
- 1961 : galerie Arthur Tooth & sons Ltd, Londres, en octobre-novembre.
- 1965 : galerie Arthur Tooth, Londres.
- 1968 : galerie André Weil, Paris.
- 1968 : galerie d'art de l'hôtel Negresco, Nice.
- 1970 : galerie Ror Volmar, 58, rue de Bourgogne à Paris, du 6 au 19 novembre.
- 1992 : galerie Étienne Sassi, 14, avenue Matignon à Paris, du 24 septembre au 21 octobre.
- [Quand ?] : Wally Findlay Galleries à Chicago et Miami.